# Youssef Chippo
Youssef Chippo   (Bejaad, 10 de maig de 1973) és un exfutbolista marroquí de la dècada de 2000.
Fou internacional amb la selecció del Marroc amb la qual participà en la Copa del Món de futbol de 1998.
Pel que fa a clubs, destacà a FC Porto i Coventry City FC.